# 沃爾什維爾 (伊利諾伊州)
沃爾什維爾（英語：Walshville）是位於美國伊利諾伊州蒙哥馬利縣的一個村落。

## 地理
沃爾什維爾的座標為39°04′13″N 89°37′06″W / 39.07028°N 89.61833°W，而該地最高點為海拔高度195米（即640英尺）。

## 人口
根據2010年美國人口普查的數據，沃爾什維爾的面積為0.66平方千米，當中陸地面積為0.66平方千米，而水域面積為0.00平方千米。當地共有人口64人，而人口密度為每平方千米96人。